# Amsteltrein

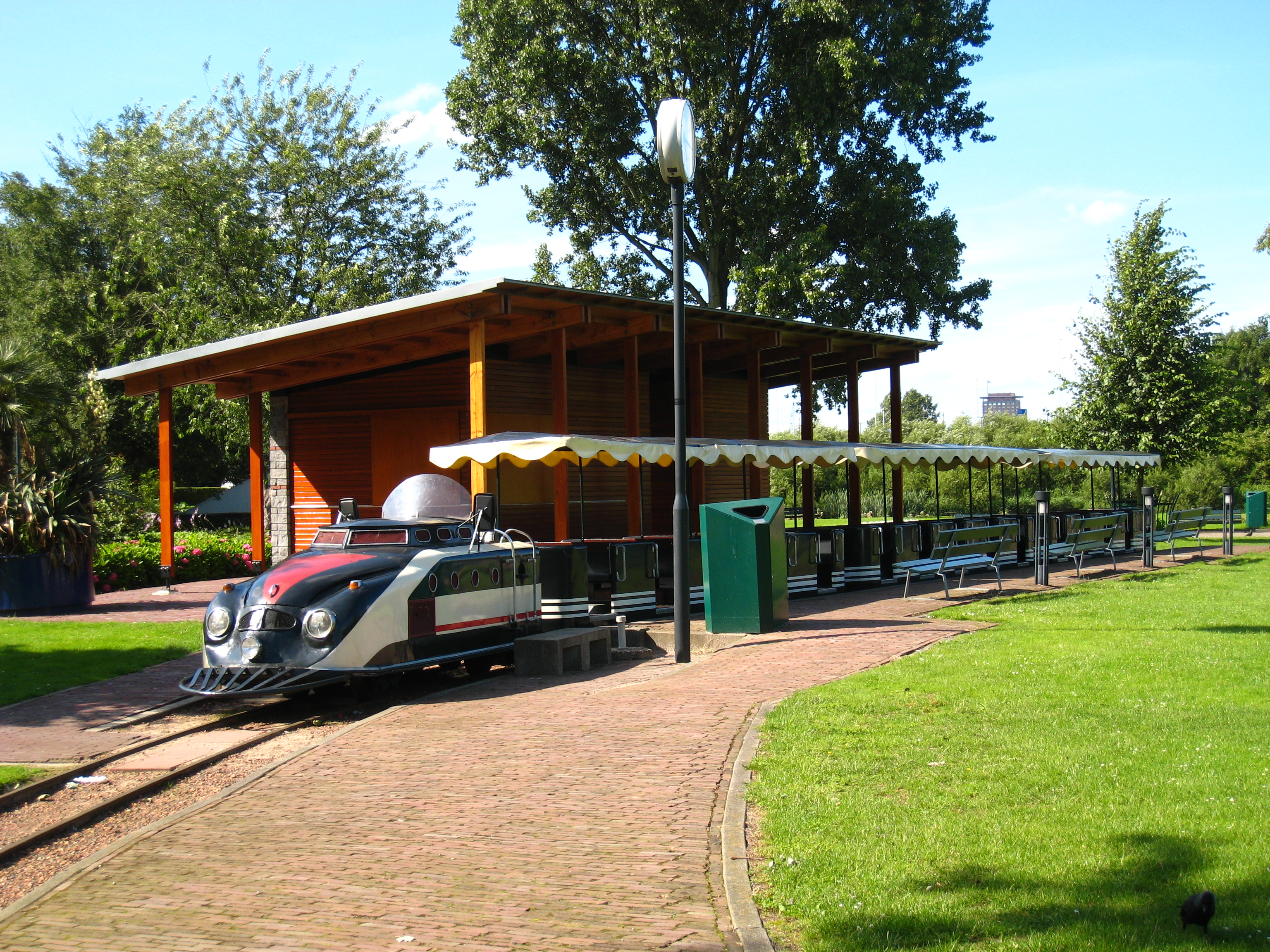
De Amsteltrein in zwart-rood-witte uitvoering bij het station Rosarium; 28 juni 2007.

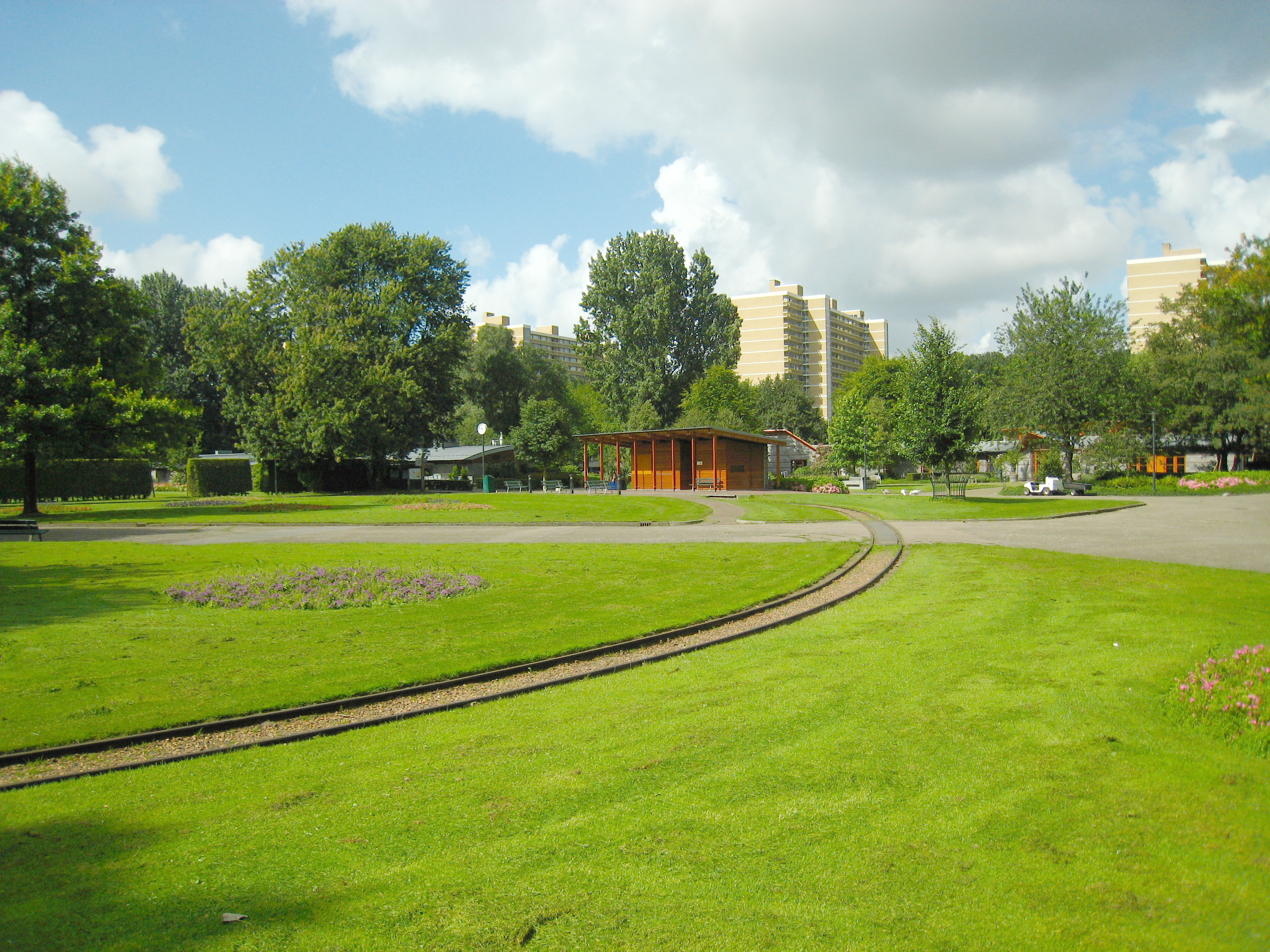
Het smalspoor van de Amsteltrein in het Amstelpark.

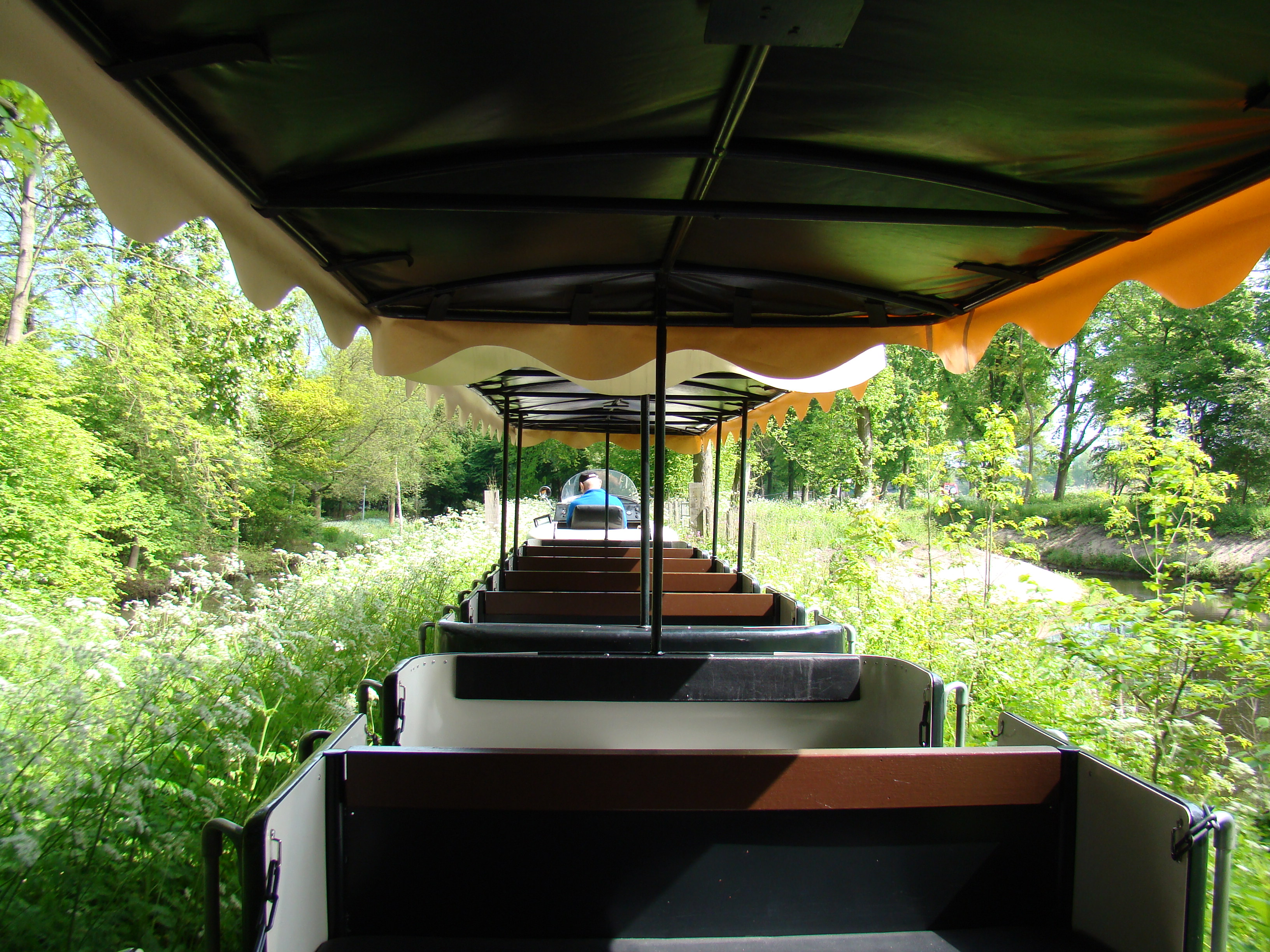
Rondrit met de Amsteltrein door het Amstelpark.

De Amsteltrein is een smalspoorlijntje in het Amstelpark in Amsterdam-Zuid. Het spoor werd aangelegd voor de Floriade van 1972 die in dat jaar in het Amstelpark werd gehouden.
Het is een ringlijn die langs diverse bijzondere objecten in het park leidt. De lengte is circa 3,7 kilometer. De spoorwijdte is 600 mm, net als bij veel soortgelijke parkspoorlijnen (Parkeisenbahnen) in Duitse steden. Na 1972 bleef de Amsteltrein, net als een aantal andere attracties in het park, behouden en is sindsdien in gebruik gebleven.

## Route
Het vertrekpunt "station Rosarium" ligt nabij de hoofdingang aan de Europaboulevard en er is een "station Molen" aan de zuidkant van het park. Aanvankelijk hadden de beide haltes een passeerspoor, maar dit is later verwijderd, zodat er in de ringlijn geen wissels meer liggen, behalve bij de aansluiting naar de remise. De rit voert onder andere langs het Rosarium, het Glazen huis, de Rododendronvallei, de Riekermolen, het Verlaten land, Parkgalerie Papillon en Midgetgolf Amstelpark. Een rondrit duurt circa 15 minuten.
Van 1 maart tot 31 oktober rijdt de trein op zaterdagen en zon- en feestdagen van 11 tot 16 of 17 uur. Van 1 april tot 30 september rijdt de trein op woensdag t/m zondag en in augustus op maandag t/m zondag, telkens van 11 tot 16 of 17 uur.

## Rollend materieel
Het rollend materieel bestaat uit een originele Porsche motorlocomotief met Porsche-motor. De vormgeving is ook duidelijk op de auto’s van Porsche uit de jaren vijftig geïnspireerd.
Het aanvankelijke kleurenschema was groen met wit. Eind jaren tachtig reed de trein rond in een geel-blauwe combinatie, daarna tot 2007 in zwart/rood met witte banen. Na de renovatie in 2008 was de loc wit met een zwart front, Sinds 2019 is de kleur van de trein hemelsblauw met witte banen.
De trein bestaat uit een loc met maximaal drie open rijtuigen. De lengte van de perrons is hierop berekend. De uitlaatgassen van de locomotief worden met een slang onder de rijtuigen door geleid, zodat de passagiers niet in de walm hoeven te zitten.

### Porscheloks
Soortgelijke Porscheloks zijn onder andere nog aan te treffen op de Rheinparkbahn in het Rheinpark in Keulen, op de Parkeisenbahn in de Deutsch-Französischen Garten in Saarbrücken en op de Schlossgartenbahn in de Schlossgarten te Karlsruhe.
Er zijn 18 locomotieven van dit type gebouwd tussen 1959 en 1973 door de Sollinger Hütte in Uslar bij Göttingen, waarvan er nog 9 bestaan. Zij hebben op diverse Duitse parkspoorlijnen gereden, niet alleen in Karlsruhe, Keulen en Saarbrücken, voorheen ook in Dortmund en Hamburg, en korte tijd ook in Mannheim, Stuttgart en Bonn. Deze smalspoorlijntjes werden tussen 1959 en 1973 telkens aangelegd ter gelegenheid van een Bundesgartenschau en zijn daarna blijven liggen of na een jaar weer opgebroken, waarna het materieel elders werd ingezet.

### Porscheloks in Amsterdam
In 1972 deden er tijdens de Floriade vier locs met bijbehorende treinen dienst. Dit waren de treinen met de locs 5, 7, 8 en 9 (bouwjaren 1963 en 1967) die daarvoor reden in Dortmund, Hamburg en Karlsruhe. De treinen gingen na de sluiting van de Floriade naar Hamburg. In 1974 kwamen uit Hamburg de treinen met de locs 4 en 10. De 10 vertrok in 1975 naar Mannheim. De 4 bleef sindsdien in Amsterdam.
Het Amsterdamse exemplaar is gebouwd in 1959 als vierde van de serie. Hij heeft eerst in Dortmund gereden, kwam in 1972 naar Amsterdam, reed daarna een seizoen in 1973 in Hamburg, en is daarna naar Amsterdam gekomen, waar deze sinds 1974 dienst deed.
In 2018 is een tweede loc verworven, dit is de derde loc van de serie uit 1959. Deze deed tot 1990 dienst in Dortmund, was daarna enige tijd defect opgeborgen in Essen en kwam in 2018 naar Amsterdam. Na restauratie kwam deze loc in 2019 in dienst in hemelsblauw met witte banen. De nieuwe loc 3 werd op het onderstel van de oude loc 4 geplaatst. De oorspronkelijke loc is buiten dienst gesteld in afwachting van restauratie.
De eerste loc is bij een opknapbeurt in 2006 grondig verbouwd en niet meer in originele staat. De tweede is daarentegen nog grotendeels in oorspronkelijke toestand, inclusief de Porsche motor.

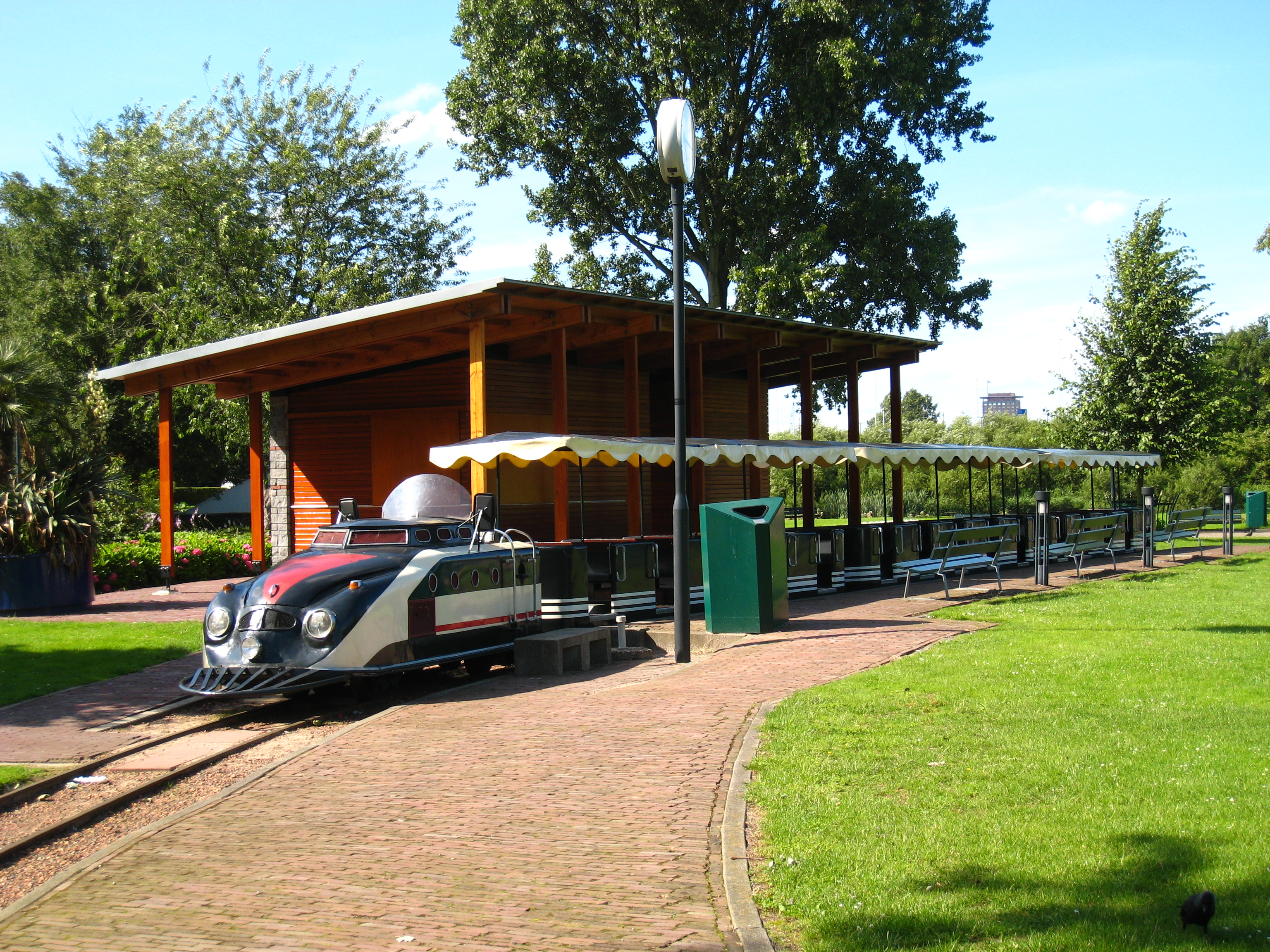
De Amsteltrein met loc 4 in zwart-rood-witte uitvoering bij het station Rosarium; 28 juni 2007.
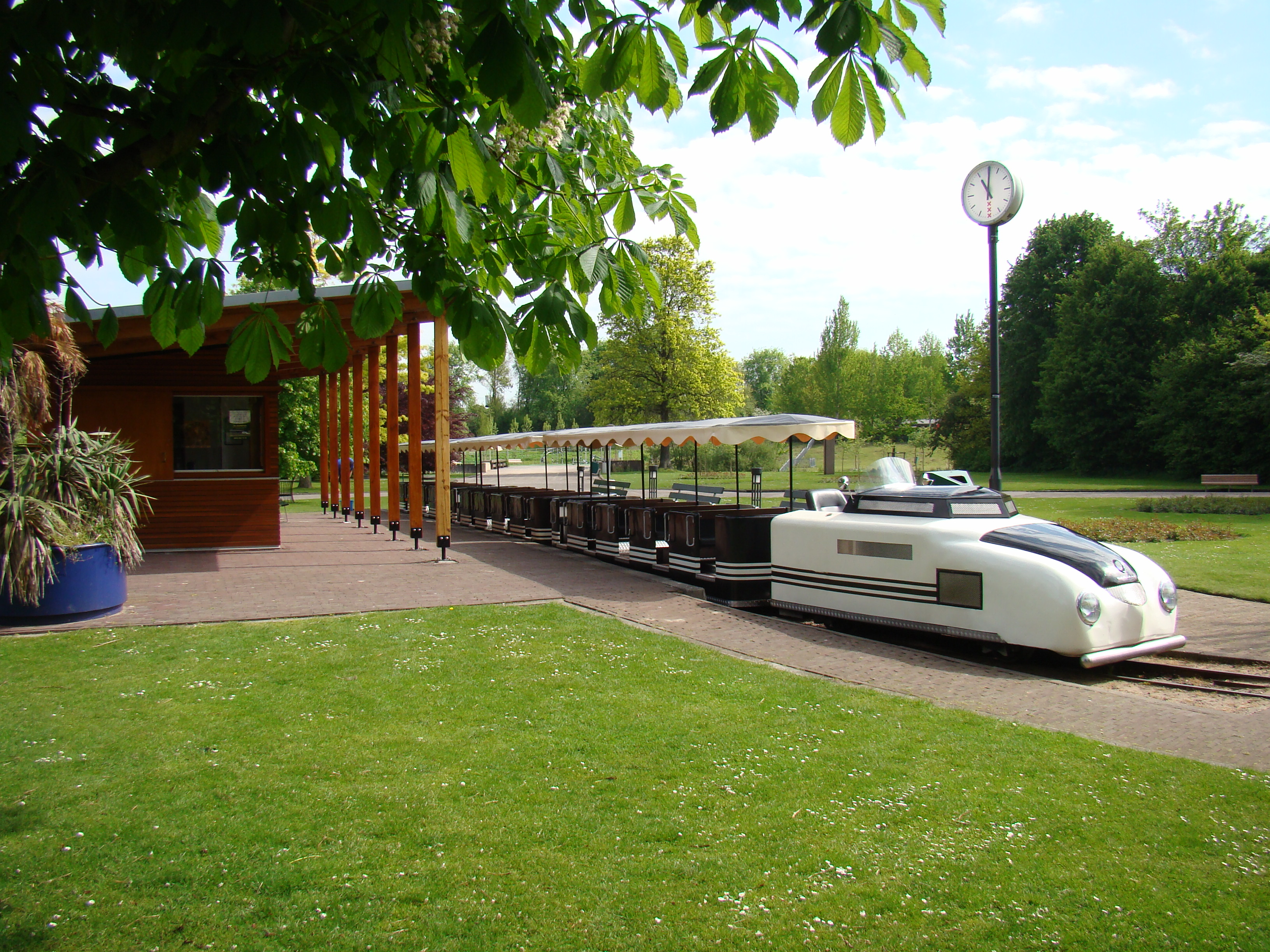
De Amsteltrein met loc 4 (na verbouwing) in wit-zwarte uitvoering bij het station Rosarium; 19 mei 2010.
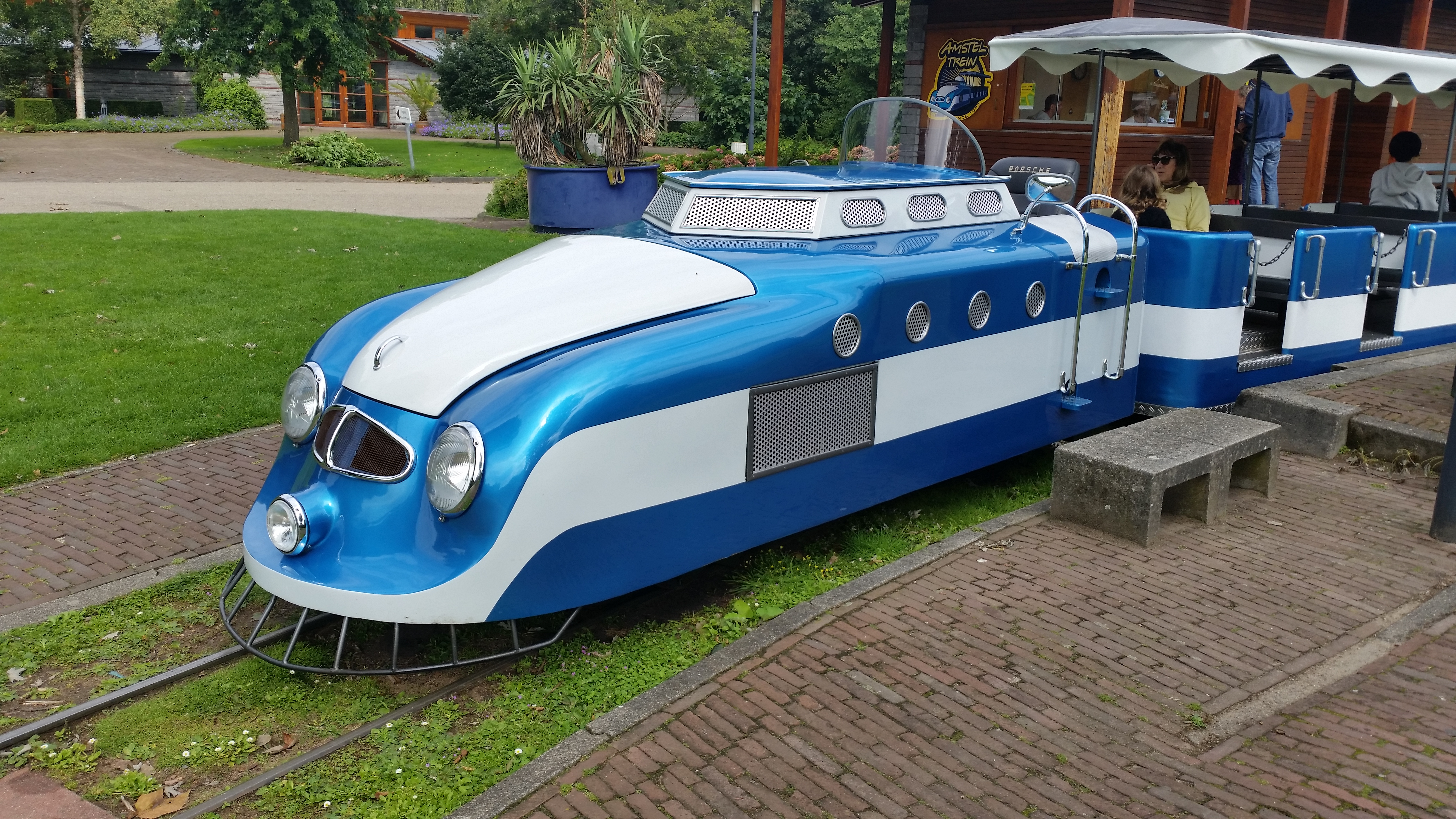
De Amsteltrein met loc 3 in blauw-witte uitvoering bij het station Rosarium; 14 augustus 2019.